# Четьи сборники
Че́тьи сборники (сборники уставных чтений) — популярные памятники древнерусской литературы XI—XVII веков, литературные сборники, служившие просветительским целям Христианской церкви. Создавались согласно требованиям церковного устава в дополнение и обоснование богослужебных книг и устной проповеди. Состоят из произведений дидактического и торжественного красноречия, агиографических сочинений, а также полемических слов, толкований, кратких нравоучительных сентенций. Предназначались для коллективного и индивидуального чтения в указанное уставом время и по определённому им порядку.

## Классификация
В. П. Виноградов называл 4 типа сборников уставных чтений: Толковое Евангелие, Торжественник, Златоуст и Минеи четьи.

### По составу
Четьи сборники могут быть подвижного, изменяющегося состава, содержащие произведения разных авторов, либо более или менее неподвижного состава, включающие произведения одного автора.
Четьи сборники подвижного состава:
- Четьи-Минеи
  - Великие Четьи-Минеи
- Про́лог
- Торжественник
- Златоуст
- Соборник
- Пятидесятница
- Учительное Евангелие
- Пчела
- Измарагд
- Златая цепь
- Златая Матица
- «Рай»

Четьи сборники неподвижного состава:
- Сборники слов Иоанна Златоуста
  - Златоструй
  - Андриатис
  - Маргарит
- «Лествица» Иоанна Лествичника
- «Паренесис» Ефрема Сирина
- Сборники слов Григория Богослова, Василия Великого и др.
- к этой группе примыкают Патерики

### Привязка к церковному календарю
Четьи сборники могут быть календарными и некалендарными.
Календарные четьи сборники делятся на два вида соответственно делению года на две части: минейную (неподвижный годовой круг) и триодную (подвижный пасхальный круг).
Минейные четьи сборники примыкают к Месяцеслову, поскольку литературный материал в них расположен по дням памяти святых и праздников в порядке чисел месяца (с 1 сентября по 31 августа). Сюда относятся Четьи-Минеи, Пролог, минейный Торжественник и др.
Триодные четьи сборники включают статьи на дни Триоди постной и цветной (с Недели мытаря и фарисея до Недели всех святых) и на дни после Пятидесятницы. Сюда относятся Златоуст, Соборник, «Рай».
Некоторые сборники содержат сочинения как минейной, так и триодной календарной приуроченности.
В некалендарных сборниках материал приводится в тематической последовательности.

## Состав
Литературной основой древнерусских четьих сборников были произведения византийских и южнославянских авторов: Иоанна Златоуста, Епифания Кипрского, Василия Великого, Григория Богослова, Симеона Метафраста, Климента Охридского, Феофилакта Болгарского, болгарского экзарха Иоанна, безымянных византийских и славянских агиографов. Позднее состав сборников был пополнен сочинениями русских авторов: митрополита Илариона, Кирилла Туровского, Серапиона Владимирского и др.

## История
В Христианской церкви существовала традиция после богослужения предлагать слушателям чтения из известных творений христианских писателей. Эта практика вызывала попытки систематизировать чтения в сборники.
Содержание и состав четьих сборников строго не регламентировались, что дало возможность их развитию и обусловило многообразие их типов. На Руси четьи сборников начали формироваться в XI—XIV веках.
Четьих сборников раннего периода по сравнению с богослужебными книгами сохранилось мало. По мнению Т. В. Черторицкой выделить определённые типы древнерусских четьих сборников XI—XIV веков, за редким исключением, нельзя.
Наибольшее распространение на Руси сборники уставных чтений получили в XIV—XVI веках. Древнейшие четьи книги разделялись и распространялись, в связи с чем происходило типовое оформление многих древнерусских четьих сборников, таких как Торжественник, Златоуст, «Рай» и др.
Сборники уставных чтений определяли состав книг монастырских библиотек. В церквях потребность в них была ниже, что следует из предписания митрополита Киприана: «Еуангелие же толковое въ церкви чести, а на трапезе чтуть Потерикъ и святаго Ефрема и святаго Дорофея, а николе останется на праздникъ чтение праздничное и не поспеютъ на заутрении прочести и ти прочтутъ на трапезе, такоже и Шестоденьникъ святого Василья и святого отца Иоана Златоустаго».
Ряд четьих сборников назван в «Стоглаве»: «Евангелие толковое и Златоуст, и жития святых и Пролог».
В конце XVI—XVII веках некоторые четьи сборники используются не только в церкви, но и распространяются в миру и становятся собственно литературными и в некоторой степени беллетристическими сборниками (Торжественник, Четьи-Минеи).
В настоящее время традиция составления душеполезных сборников в некоторой мере продолжается благодаря изданиям, составленным из материалов средневековых сборников. Таким современным сборником является, например, небольшая книга «Цветы духовные», составленная на основе Лавсаика, «Истории боголюбцев» и «Луга духовного».

## Значение
Задачи четьих сборников заключались в том, чтобы объяснить верующим (в ранний период — «новопросвещённому» народу) догматический смысл христианского вероучения, дать образцы христианского подвижничества и наглядные примеры для подражания, воспеть, поэтизировать события церковной истории. Сборники оказали большое влияние на расширение литературного и культурного кругозора древнерусских читателей.
По мнению Н. К. Никольского, «Уставным чтениям выпало на долю быть главным источником русских духовных идеалов».
Составление сборников уставных чтений катализировало переводческую деятельность, способствовало созданию библиотек. С судьбой этих сборников связана судьба многих произведений оригинальной древнерусской литературы. По словам П. В. Владимирова, «Древнерусские Измарагды и Златоусты вызваны были накоплением в древнерусской письменности собственно русских поучений». Эту точку зрения разделяли также В. М. Истрин, А. С. Архангельский, Е. В. Петухов и В. П. Виноградов.
Переводные сочинения, взятые за основу при составлении древнерусских четьих сборников, обладали высокими художественными достоинствами, что определило существенное влияние сборников на развитие оригинальной русской литературы. Сборник и сочинения, включённые в его состав обладают идейным, сюжетно-композиционным и художественно-образным единством, поэтому уставные чтения определили некоторые литературные особенности оригинальных южнославянских и русских произведений. Формирование сборников уставных чтений и появление новых переводных и оригинальных сочинений на Руси — взаимообусловленные процессы. Состав четьих сборников реагировал на новые общественно-политические и культурные события.
Четьи сборники возникли под влиянием потребностей быта, вобрали в себя огромное число переводного и оригинального историко-литературного материала и служат важным источником для изучения культурной жизни Руси и развития памятников древнерусской литературы.